# François Kamano
François Kamano (* 2. května 1996) je guinejský fotbalový útočník a reprezentant, v současnosti působí ve francouzském klubu SC Bastia.

## Reprezentační kariéra
V A-mužstvu Guineje debutoval v roce 2013.

Zúčastnil se Afrického poháru národů 2015 v Rovníkové Guineji, kde byla Guinea vyřazena ve čtvrtfinále Ghanou po výsledku 0:3.